# William Kennedy-Cochran-Patrick
William John Charles Kennedy-Cochran-Patrick (25. května 1896, Edinburgh, Skotsko – 26. září 1933, Johannesburg, Jižní Afrika) byl skotský pilot a letecké eso. Jako stíhací pilot během první světové války dosáhl 21 ověřených sestřelů nepřátelských letounů.
Byl nejúspěšnějším stíhačem 23. perutě RFC, v jejíž řadách docílil na letounu SPAD S.VII 18 ze svých 21 sestřelů.
26. září 1933 vzlétl s letounem de Havilland Dragon (ZS-AEF) z letiště Baragwanath poblíž Johannesburgu, ale po dosažení výšky 80 metrů se letoun zřítil. Kennedy-Cochran-Patrick a jeho pasažér, Sir Michael Oppenheimer, zahynuli.